# Tricentrus aiyuri
Tricentrus aiyuri är en insektsart som beskrevs av William D. Funkhouser 1933. Tricentrus aiyuri ingår i släktet Tricentrus och familjen hornstritar. Inga underarter finns listade i Catalogue of Life.